# Bactrocera montyana
Bactrocera montyana är en tvåvingeart som först beskrevs av Munro 1984.  Bactrocera montyana ingår i släktet Bactrocera och familjen borrflugor. Inga underarter finns listade.